# 混亂角
混亂角（英語：Cape Confusion），是南極洲的海岬，位於維多利亞地的斯科特海岸，處於拉塞爾角西北面7公里，由新西蘭探險隊踏足，現時由南極條約體系管理。